# Rafael Hertzberg
Rafael (Rafaël) Hertzberg (født 18. september 1845 i Åbo, død 5. december 1896 i Helsingfors) var en finsk-svensk digter.
Hertzberg har skrevet en del selvstændige digte, romaner og tidsbilleder, men mest kendt er han som genfortæller og oversætter til svensk af finsk litteratur, især Kalevala og Kanteletar.